# Theodor Kroyer
Theodor Kroyer, född 9 september 1873, död 12 januari 1945, var en tysk musikhistoriker.
Kroyer var professor i Heidelberg, Leipzig och Köln. Han skrev Die Anfänge der Chromatik im italienischen Madrigal (1902) Joseph Rheinberger (1916) och Walter Courvoisier (1929) samt utgav arbeten av äldre tyska tonsättare.